# Mehmed Emin Pasza
Mehmed Emin Pasza, właśc. Eduard Schnitzer (ur. 28 marca 1840 w Opolu, zm. 23 lub 24 października 1892 w Kinena w obecnej Demokratycznej Republice Konga) – niemiecki lekarz, podróżnik i polityk.

## Życiorys
Pochodził z mieszanej rodziny żydowsko-niemieckiej. Rodzice przenieśli się w 1842 do Nysy, a po przedwczesnej śmierci ojca Ludwika 7 kwietnia 1846 przeszedł z matką z judaizmu na protestantyzm, gdy wyszła za mąż za Niemca. Po ukończeniu Collegium Carolinum w Nysie, w latach 1858–1864 studiował medycynę i naturalistykę we Wrocławiu, Berlinie i Królewcu. W roku 1865 podjął pracę jako lekarz na żołdzie armii tureckiej. W pięć lat później (po przejściu na islam i przyjęciu imienia Mehmed Emin) został tureckim gubernatorem (paszą) Albanii, wówczas prowincji Imperium Osmańskiego.

W 1876 wyprawił się do Sudanu, gdzie podjął się obowiązków lekarza wojskowego w anglo-egipskich siłach zbrojnych gubernatora Charlesa Gordona. W dwa lata później został mianowany gubernatorem egipskiej prowincji Ekwatoria, która obejmowała część dzisiejszego Sudanu Południowego i północną Ugandę.
Jako gubernator osiedlił się w miejscowości Lado nad Nilem, skąd podejmował liczne wyprawy botaniczne i ornitologiczne, od czasu do czasu wysyłając próbki do badań naukowcom w Europie. Poruszał się głównie po prowincji Juba w Sudanie, jak i podmokłych obszarach pomiędzy rzekami Nil i Kongo, ocierając się o północne brzegi Jeziora Wiktorii.
Gdy w Sudanie w 1881 wybuchło powstanie Mahdiego, wycofał się na czele 10 000 ludzi (w tym kobiet i dzieci) nad Jezioro Alberta. Po zagładzie brytyjskiej armii Gordona w roku 1885 Emin Pasza dysponował jedyną armią zdolną odeprzeć siły mahdystów na południu. Gdy jego stanowisko w Wadelai było zagrożone, wysłano mu z Europy na pomoc dwie ekspedycje, z których pierwsza (z 1885 roku), pod dowództwem Lenza i G.A. Fischera, nie powiodła się.
W 1887 roku Henry Morton Stanley przyszedł z pomocą armii Emina Paszy. Wyruszywszy z ujścia rzeki Kongo Stanley dotarł do Emina Paszy nad brzegami Jeziora Alberta i ewakuował jego ludzi do Bagamoyo na wybrzeżu Oceanu Indyjskiego w pobliżu Zanzibaru. W międzyczasie, po powrocie Stanleya do Aruwimi, na skutek rokoszu Emin Pasza został zdegradowany, lecz wkrótce znowu obrany wodzem (mianowany paszą przez kedywa Egiptu w nagrodę za zachowanie dla niego Sudanu). Po przybyciu do Bagamoyo Emina Paszę spotkał przykry wypadek. Podejmowany przez Hermanna von Wissmanna spadł z balkonu podczas uczty i odniósł ciężkie obrażenia.
Wyleczony, przeszedł w 1890 roku na służbę w kolonialnej administracji Niemiec. Udał się w kierunku Jeziora Wiktorii, gdzie założył stację Bukoba. Podjął szereg wypraw w rejonie wielkich jezior afrykańskich celem zdobycia palmy pierwszeństwa odkrycia źródeł Nilu dla Niemiec. W czasie tych wypraw eksplorował – wraz z Henrym Stanleyem – pasmo górskie Ruwenzori. W 1891 dotarł do południowego brzegu Jeziora Edwarda. Brak żywności i nieprzyjazna postawa ludności zmusiły go do odwrotu ku Undusumie (Nyangabo) w Kongu, gdzie wybuchła ospa. Emin Pasza wysłał towarzyszącego mu zoologa Stuhlmanna z częścią karawany z powrotem; sam, choć chory i prawie ślepy, pozostał przy chorych.
W październiku roku 1892 w Kinena, miejscowości odległej o 150 kilometrów od Wodospadów Stanleya w dzisiejszej Demokratycznej Republice Konga, został zamordowany przez Saida ben Abediego, arabskiego handlarza niewolnikami, prawdopodobnie z powodu jego wcześniejszych wysiłków na rzecz powstrzymania handlu żywym towarem w Afryce. Ciało jego rzekomo miało być zjedzone przez miejscową ludność. Ponthier, oficer belgijski, znalazł na miejscu zbrodni dziennik Emina Paszy, doprowadzony do połowy października 1892 roku.